# 烏茲那比昂
烏茲那比昂（發音：[ʔṵzənà bjàʊɴ]，約1324年—1364年），即烏茲那二世，舊譯烏者那般，他是緬甸彬牙王國君主，1364年6月至9月間在位。烏茲那二世是前任國王那臘都的兄長。
烏茲那二世是彬牙國王覺蘇瓦一世與蒲甘公主阿杜拉·山達·代維的長子。烏茲那二世腿部有疾，被父王認為不適合繼承大統，因而失去王儲的地位。他的兩個弟弟覺蘇瓦艾、那臘都在父王覺蘇瓦一世逝後先後繼承王位。
1364年5月，麓川軍攻破彬牙城，國王那臘都被俘虜並帶回麓川，烏茲那二世於一個月後被推舉為王。1364年9月，實皆國王德多明帕耶率軍渡過伊洛瓦底江，攻破彬牙城，德多明帕耶處死了烏茲那二世。